# Dryobotodes quercus
Dryobotodes quercus là một loài bướm đêm trong họ Noctuidae.